# Куртуа, Бернар
Берна́р Куртуа́ (фр. Bernard Courtois; 8 февраля 1777 года, Дижон, Франция — 27 сентября 1838 года, Париж, Франция) — французский химик. Известен открытием иода и, возможно, морфина.

## Биография

### Ранние годы в Дижоне
Бернар Куртуа родился в 1777 году в Дижоне, столице провинции Бургундия, Франция. Формального школьного образования не получил. Его отец Жан-Батист Куртуа происходил из семьи местных сапожников, а мать Мари Блэ была дочерью крестьянина. Когда они заключили брак в 1771 году, Жан-Батист был камердинером 82-летнего Бушена де Грандмона, первого президента Дижонской торговой палаты и владельца городской гостиницы. Их первый сын умер в 1772 году, затем родилось ещё шестеро детей: дочь Катерина, сыновья Пьер, Бернар, Жан-Батист и, в 1780 году, близнецы Анне-Мари и Пьер. Жан-Батист-старший после смерти Грандмона в 1772 году стал торговать вином, а в 1775-м, после того как гостиницу продали Дижонской академии наук и там открылась химическая лаборатория, устроился туда лаборантом.
В январе 1776 года отец Бернара стал демонстратором Гитона де Морво. Три года спустя Жан-Батист снял жилье в здании Академии, где семья прожила следующие десять лет. Лаборатория, необходимая для практических научных демонстраций, с 1778 года служила маленькой аптечной лавкой, управляемой Жаном-Батистом, которого в кругу семьи даже звали «фармацевтом Академии».
Французское руководство в то время искало пути увеличения производства селитры, необходимой для изготовления пороха. В 1778 году в Дижоне благодаря сотрудничеству Гитона и бургундского поставщика пороха Шампи началось строительство экспериментального завода по производству искусственной селитры. Когда в 1780 году завод открылся, его назвали в честь святого Медарда, и Жан-Батист Куртуа стал, по рекомендации Гитона, его управляющим. Однако он сохранил свою должность в химической лаборатории, и семья жила в Академии.
В 1788 году Жан-Батист и его жена купили завод по производству селитры имени Святого Медарда у Гитона и Шампи. На следующий год, когда Бернару исполнилось 12 лет, они переехали, покинув свою квартиру в Академии 31 октября. Бернар со старшим братом Пьером начал изучать селитряное производство и помогать отцу. В 1793 году закрыли Дижонскую академию; Жана-Батиста уволили из лаборатории. Он сконцентрировался на селитряном производстве и позднее заработал на покупке некоторых национальных земель, которая стала возможной по новому законодательству.
Бернар жил на заводе имени Святого Медарда до 18 лет. Около 1795 года он уехал из дома, чтобы начать обучение в городе Оксерр в 80 милях от Дижона под руководством Фреми, деда выдающегося химика Эдмона Фреми. Бернар провёл три года в аптеке у Фреми и стал интересоваться практической химией. Около 1798 года его пригласили занять должность в химической лаборатории Антуана Франсуа де Фуркруа в Политехнической школе в Париже. Это произошло благодаря поддержке его крёстного отца Барнарда Маре, парижского дипломата.

### В Политехнической школе
За два года до поступления Бернара в Политехническую школу она была реорганизована со значительным сокращением финансирования. С 1799 года студенты стали обучаться два года вместо трех, однако курс химии остался в прежнем объёме. Преподавали её в то время три выдающихся профессора: Гитон де Морво, Фуркруа и Бертолле.
Сильное влияние на Бернара Куртуа оказало знакомство с Луи-Жаком Тенаром. После службы в армии в качестве фармацевта в военных госпиталях в 1799—1801 годах Куртуа стал работать в лаборатории Тенара. Примерно в это время Арман Сеген, бывший помощник Лавуазье, открыл научно-исследовательскую лабораторию в Школе. Сеген, как поставщик обувной кожи для армии, был богат и имел возможность финансировать научные работы. Одним из его исследовательских проектов было изучение опиума, которое он поручил Бернару в 1802 году, когда тот перешел в лабораторию Сегена. Однако в 1804 году Политехническую школу реорганизовали, и Сеген покинул её. В том же году Бернар ушёл из колледжа, чтобы помогать селитряному делу своего отца в Париже.

### Селитряное дело Жана-Батиста Куртуа
В начале 1802 года 54-летний отец Бернара переехал из Дижона в Париж, чтобы организовать селитряное производство в столице. Он купил помещения на улице Святой Маргариты, 29, в восточной части пригорода Святого Антуана.
Производство было убыточным, и в 1805 году Жан-Батист обанкротился. Он провел 26 месяцев в тюрьме Святой Пеларгии для должников, примерно с ноября 1805-го до декабря 1807-го. Бернару пришлось управлять селитряным делом на улице Святой Маргариты.
В 1808 году Бернар женился на Маделине Моран, дочери парижского парикмахера. В 1816 году у них родился сын Луи.

### Производство иода и его солей
В 1811 году Куртуа впервые получил иод реакцией серной кислоты с раствором золы морских водорослей. Бернар был признан как первооткрыватель иода только через два года. Около 1820 года немецкие врачи, посетившие Париж, рассказали ему о многочисленных ценных медицинских свойствах, которыми обладает иод. Они стали известны из медицинского исследования швейцарского врача Жана-Франсуа Куанде, который обнаружил, что иод ― эффективное средство от зоба и ряда других болезней.
С окончанием Наполеоновских войн в 1815 году начался импорт дешёвой индийской селитры, что сделало её производство менее прибыльным. При поддержке Клемана и Дезорма Бернар развил промышленный процесс, в котором использовался хлор для получения иода из маточного раствора золы морских водорослей. Куртуа впервые появляется как производитель высококачественного иода и его солей в 1822 году по адресу набережная Сите, 3 (теперь часть набережной Корсики) в Париже.
Бизнес Бернара оставался небольшим, несмотря на растущие потребности в иоде — по мере того, как становилось известно о его медицинских свойствах. Через некоторое время он производил 400 кг иода в год по цене 100 франков за килограмм (Бернар продавал по 600 франков). В 1835 году предприятие Бернара выкупила фирма «Кутюрьер и компания». Он стал жить в доме 12 на Лимпасс де Реколле.
В 1831 году Королевская академия наук вручила Куртуа 6000 франков как часть премии Монтиона по рекомендации Луи-Жака Тенара.
Бернар Куртуа умер у себя дома 27 сентября 1838 года, ничего не оставив вдове и сыну. Он был похоронен во временной могиле на 5 лет на кладбище Севера; местонахождение постоянной могилы Куртуа неизвестно. Маделина, как вдова первооткрывателя иода, получила денежную помощь от Общества поощрения национальной промышленности и от Общества фармацевтики.

## Научные исследования

### Работа с Фуркруа и Тенаром (1798—1802)
Фукркуа и Тенар изучали свойства хлора (в том числе его дезинфицирующие свойства), процессы производства селитры и пороха. Интересовались химией органических веществ и оксидов металлов. Однако нет достоверных сведений о точных темах работ Куртуа в этот период времени.
Таким образом, в лабораториях Фуркруа и Тенара Бернар приобрел хорошее знание практических техник, используемых в органической и аналитической химии, и ценный опыт, позволивший Арману Сегену доверить ему исследование опиума в 1802 году.

### Работа с Сегеном. Морфин (1802—1804)
Сеген представил свою первую работу по опиуму Французскому Институту 24 декабря 1804 года, но она не была опубликована до 1814 года. Одним из веществ, выделенных в этом исследовании, был морфин. Фреми отметил в одном из своих писем коллеге, что он видел Куртуа, пытавшегося получить органическую щелочь искусственно; вдова Куртуа также впоследствии писала, что он длительное время серьёзно занимался морфином.
Многообещающие исследования опиума Сегеном закончились, когда Политехническая школа была реорганизована.

### Открытие иода (1811)
Франция воевала до 1815 года, и торговля селитрой в основном контролировалась государством, из-за чего был недостаток в древесной золе для получения из неё нитрата калия. Как альтернативный источник солей калия производители обратились к дешёвой соде, которую делали из золы нормандских и бретонских водорослей. В конце 1811 года при исследовании коррозии медных сосудов Куртуа заметил необычный фиолетовый дым — пары иода. Это событие было описано Хэмфри Дэви:
Это вещество было открыто случайно, два года назад госп. Куртуа, парижским промышленником. В процессе, которым он получал соду из золы от водорослей, он обнаружил, что металлические сосуды, которые он использовал, портятся, и он начал искать причину коррозии, когда обнаружил новое вещество. Оно проявилось, когда немного серной кислоты было добавлено к золе после извлечения карбоната натрия. Когда кислота была достаточно концентрированной для серьезного нагрева, новое вещество появилось в виде красивого фиолетового дыма и сконденсировалось в кристаллы, которые имели цвет и блеск графита.
Бернар изучал новое вещество в своей лаборатории несколько месяцев, хотя был занят своим производством. Он определил многие его свойства, включая реакцию с аммиаком с образованием взрывоопасного порошка. Примерно в мае 1812 года Куртуа сообщил своим бывшим коллегам Николя Клеману и Шарлю-Бернару Дезорму о своём открытии и попросил их продолжить исследования. Только 29 ноября 1813 года Клеман объявил об этом Институту и представил неделей позже, 6 декабря, статью с Бернаром как соавтором, в которой использовал название «иод», предложенное Гей-Люссаком. Кроме того, в статье содержалось исследование Гей-Люссака о иоде и его мнение, что это простое вещество, аналогичное хлору.
Перед объявлением открытия Бернара Клеман пригласил Гей-Люссака провести ряд исследований нового вещества, которое он также показал ученым Шамталу и Амперу. Хэмфри Дэви, который в конце 1813 года также был в Париже, получил образец иода от Ампера и сделал много экспериментов, в которых показал, что это новое неразложимое вещество с химическими свойствами, похожими на свойства хлора, образующее новую кислоту с водородом. Собственно, результаты Дэви были опубликованы в декабре 1813 года, почти одновременно с двумя статьями Гей-Люссака по иоду.

## Интересные факты
В русскоязычной популярной литературе встречается легенда о коте, открывшем йод. Так, составители «Книги для чтения по химии», (1955) поместили в неё следующее примечание:
«В рассказах того времени утверждается, что открытие йода было делом „случая“: на заводе по выработке селитры погнались за кошкой, которая опрокинула банку с серной кислотой на остатки солей, и вдруг вследствие происшедшей реакции выделились фиолетовые пары йода».
В «Книге по химии для домашнего чтения» (1994) виновником открытия становится уже любимый кот Куртуа, прыгнувший с плеча химика на лабораторный стол и разбивший колбы с золой и серной кислотой. Эти подробности якобы рассказали друзья Куртуа. На других языках история о коте пока не найдена.